# Chimerella
Genre
Chimerella est un genre d'amphibiens de la famille des Centrolenidae.

## Répartition
Les deux espèces de ce genre se rencontrent au Pérou et en Équateur.

## Liste des espèces
Selon Amphibian Species of the World (16 septembre 2014) :
- Chimerella corleone Twomey, Delia & Castroviejo-Fisher, 2014
- Chimerella mariaelenae (Cisneros-Heredia & McDiarmid, 2006)

## Étymologie
Le nom du genre vient du grec Chimaira, la Chimère, et du suffixe diminutif -ella, en référence aux caractéristiques morphologiques de l'espèce Chimerella mariaelenae.

## Publication originale
- Guayasamin, Castroviejo-Fisher, Trueb, Ayarzagüena, Rada & Vilà, 2009 : Phylogenetic systematics of Glassfrogs (Amphibia: Centrolenidae) and their sister taxon Allophryne ruthveni. Zootaxa, no 2100, p. 1–97 (texte intégral).